# Badí'

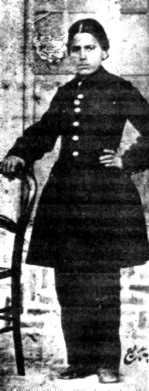
Badí‘

Badí‘, 1852–1869, (in arabo ﺑﺪﻳﻊ‎?), com'è conosciuto tra i Bahá'í Mírzá Áqá Buzurg-i-Nishapuri,  figlio di 'Abdu'l-Majid-i-Nishapuri, un ricco mercante di stoffe e di turchesi seguace del Báb e di Bahá'u'lláh, il fondatore della Fede bahai. 'Abdu'l-Majid-i-Nishapuri, il futuro padre di Badí era un babí che aveva partecipato nel 1848 alla battaglia del forte di Shaykh Tabarsi e fu tra i pochi che, facendo parte di una famiglia facoltosa, al termine di quell'assedio finito con infame tradimento in un massacro, fu risparmiato per trarne un riscatto.
Badí, da giovanissimo era assai monello, ma dal padre ereditò l'amore per la Causa baha'i divenendo poi un Apostolo di Bahá'u'lláh. Badí‘ ebbe in seguito alla solidità dei suoi princìpi, che mai tradì malgrado la giovanissima età e la brutale morte a cui andò incontro, il titolo di 'Orgoglio dei Martiri.
Badí‘ è noto e onorato dai Bahai,  per avere consegnato una speciale tavola di Bahá'u'lláh allo scià Nasser al-Din Shah Qajar, e per essere stato torturato e ucciso a causa di ciò.
Il calendario bahai è degnamente dedicato a Badí, infatti è noto come Calendario Badí‘.
Badí‘, in ambito baha'i, è tra i più noti Apostoli di Bahá'u'lláh.

## La fede
Badí‘ accettò la Fede bahai dopo aver incontrato Nabíl-i-A`ẓam e avere ascoltato un poema di Bahá'u'lláh che lo toccò profondamente.

## I viaggi
Terminati gli studi lasciò i propri affetti e camuffato da portatore d'acqua, per sfuggire ai controlli delle guardie che perseguitavano i Baha'i, si recò a Baghdad.
Successivamente proseguì per la città-prigione di Acri dove incontrò 'Abdu'l-Bahá e Bahá'u'lláh.
Bahá'u'lláh gli chiese di consegnare la sua Tavola del Tempio o Súriy-i-Haykal
a Nasser al-Din Shah Qajar.
Badí‘, dalla Palestina rimpatriò verso Teheran, che raggiunse dopo un viaggio a piedi di quattro mesi, viaggio compiuto con gioia e orgoglio per la missione affidatagli da Bahá'u'lláh.

## Martirio
Arrivato a destinazione, dopo tre giorni di digiuno, Badí‘ raggiunse il campo di caccia estiva dello Scià, riuscendo ad avvicinarsi e farsi notare dal monarca, così da consegnargli quell'importante e preziosa Tavola. Per tale motivo fu arrestato, interrogato a lungo, e dopo tre giorni di crudeli torture ammazzato.